# Angel Parker
Pour les articles homonymes, voir Parker.
 (août 2024).
La mise en forme du texte ne suit pas les recommandations de Wikipédia : il faut le « wikifier ».
Les points d'amélioration suivants sont les cas les plus fréquents. Le détail des points à revoir est peut-être précisé sur la page de discussion.
- Les titres sont pré-formatés par le logiciel. Ils ne sont ni en capitales, ni en gras.
- Le texte ne doit pas être écrit en capitales (les noms de famille non plus), ni en gras, ni en italique, ni en « petit »…
- Le gras n'est utilisé que pour surligner le titre de l'article dans l'introduction, une seule fois.
- L'italique est rarement utilisé : mots en langue étrangère, titres d'œuvres, noms de bateaux, etc.
- Les citations ne sont pas en italique mais en corps de texte normal. Elles sont entourées par des guillemets français : « et ».
- Les listes à puces sont à éviter, des paragraphes rédigés étant largement préférés. Les tableaux sont à réserver à la présentation de données structurées (résultats, etc.).
- Les appels de note de bas de page (petits chiffres en exposant, introduits par l'outil «  Source ») sont à placer entre la fin de phrase et le point final[comme ça].
- Les liens internes (vers d'autres articles de Wikipédia) sont à choisir avec parcimonie. Créez des liens vers des articles approfondissant le sujet. Les termes génériques sans rapport avec le sujet sont à éviter, ainsi que les répétitions de liens vers un même terme.
- Les liens externes sont à placer uniquement dans une section « Liens externes », à la fin de l'article. Ces liens sont à choisir avec parcimonie suivant les règles définies. Si un lien sert de source à l'article, son insertion dans le texte est à faire par les notes de bas de page.
- La présentation des références doit suivre les conventions bibliographiques. Il est recommandé d'utiliser les modèles {{Ouvrage}}, {{Chapitre}}, {{Article}}, {{Lien web}} et/ou {{Bibliographie}}. Le mode d'édition visuel peut mettre en forme automatiquement les références.
- Insérer une infobox (cadre d'informations à droite) n'est pas obligatoire pour parachever la mise en page.

Pour une aide détaillée, merci de consulter Aide:Wikification.
Si vous pensez que ces points ont été résolus, vous pouvez retirer ce bandeau et améliorer la mise en forme d'un autre article.
Angel Parker née le 17 octobre 1980  à Los Angeles, en Californie est une actrice américaine.
Depuis les années 2000, elle est apparue dans de nombreux films, séries télévisées et a fait du doublage sur des jeux vidéos.

## Biographie

### Carrière
Angel Parker est admise à l'American Academy of Dramatic Arts à l'âge de 16 ans, et en 2000 commence dans l'acting. Parmi ses rôles les plus importants l'on trouve, Tasha Devenport dans Lab Rats de Disney XD, Shawn Holley primée aux Emmy Awards ( FX ). Catherine Wilder dans la série d'action de Marvel Runaways (série télévisée) .
Parmi ses autres rôles figurent : Good Doctor (série télévisée, 2017), NCIS : Los Angeles, 9-1-1: Lone Star, The Rookie : Le Flic de Los Angeles, REL, The Strain, Trial and Error (série télévisée), Castle (série télévisée), Esprits criminels, ER.
En 2022 elle est apparue dans Animal Kingdom (série télévisée), The Dropout de Hulu (entreprise), le long métrage indépendant The Recruit de Netflix and chill dans un rôle récurrent.

### Vie privée
Angel Parker vit actuellement à Los Angeles avec son mari, l'acteur Eric Nenninger, et leurs deux enfants, James (né en 2004) et Naomi (née en 2012) 

## Filmographie

### Cinéma

#### Long-métrage
- 2012 : Free Samples : La mère de Joel
- 2017 : Le Cerveau féminin : Jennifer
- 2019 : Goût : Kristin Harrison
- 2020 : Tu est ma maison : Chloé

#### Court-métrage
- 2015 : Gagarine : Zoïa Gagarine
- 2020 : Merci aux infirmière : rôle inconnu
- 2020 : Philanthropie : Détective Parker

### Télévision

#### Téléfilm
- 2022 : La Magie de Noel à la montagne : Jasemine

#### Séries télévisées
- 2000 : Angel : Veronica (saison 2, épisode 3)
- 2006 : Les Razmoket : Chanteur de Gospel/Chorus (voix)
- 2008 : Esprits criminels : Caissière (saison 3, épisode 18)
- 2008 : Les Feux de l'Amour : Cliente (1 épisode)
- 2008-2009 : Urgences : Gibbs (saison 15, épisodes 7 et 12)
- 2009 : Eli Stone : Jeune mariée (saison 2, épisode 12)
- 2009 : The Closer : L.A. enquêtes prioritaires : Membre de la foule n°4 (saison 5, épisode 5)
- 2009 : Brainstorm : Thérèse (saison 1, épisode 3)
- 2010 : Castle : Réceptionniste (saison 2, épisode 16)
- 2010 : Hannah Montana : Sharon (saison 4, épisode 3)
- 2012-2016 : Les Bio-Teens : Tasha Davenport (récurrente, saisons 1 à 4)
- 2012 : Des jours et des vies : Carol (1 épisode)
- 2012 : The Soul Man : Brenna (récurrente, saison 1)
- 2014 : Sean Saves the World : Tabitha (saison 1, épisode 10)
- 2014 : Gang Related : Victoria Miller (saison 1, épisode 2)
- 2015 : One & Done : Sarah (saison 1, épisode 5)
- 2016 : YouTube adBlitz : Mère (principale)
- 2016 : American Crime Story : Shawn Capman (récurrente, saison 1)
- 2016 : Les Bio-Teens : Forces spéciales : Tasha Davenport (saison 1, épisode 13)
- 2017-2019 : Runways : Catherine Wilder (principale)
- 2017 : Rebel : Stella Parker (saison 1, épisode 1)
- 2017 : Trial and Error : Heidi Barker (récurrente, saison 1)
- 2017 : No, That's Okey, I'm Good : Angel (saison 1, épisode 3)
- 2017 : The Strain : Alex Green (récurrente, saison 4)
- 2018 : Teachers : Gaye (saison 3, épisode 4)
- 2018 : Rel : Monica (saison 1, épisode 1)
- Depuis 2019 : The Rookie : Le Flic de Los Angeles : Luna Grey (récurrente, depuis la saison 1)
- 2020 : 9-1-1 : Lone Star : Josie (saison 1, épisode 5)
- 2020 : Heart Baby Eggplant : OB-Gyne (saison 1, épisode 3)
- 2020 : NCIS : Los Angeles : Agent Alicia Monroe (saison 12, épisode 5)
- 2020 : Ghost Tape : Sergent Eliza Wilson (récurrente)
- 2021 : Good Doctor : Sarah (saison 5, épisode 1)
- 2022 : Zootopia + : Voix additionnels (saison 1)
- 2022 : Grand Crew : Jude Eva (saison 1, épisode 3)
- 2022 : Baymax et les Nouveaux Héros : Voix additionnels (saison 1)
- 2022 : The Recruit : Dawn
- 2022 : Animal Kingdom : Détective Hutchins (saison 6, épisode 9)
- 2023 : Superman et Loïs : Dr. Darlene Irons (récurrente, saison 3)